# マイケル・ウッド (サッカー選手)
マイケル・コルネリス・ウッド（英語: Michael Cornelis Woud、1999年1月16日 - ）は、ニュージーランド・オークランド出身のプロサッカー選手。Aリーグ・オークランドFC所属。ポジションはゴールキーパー。ニュージーランド代表。

## 経歴

### クラブ
2015年、イングランドのサンダーランドAFCに加入。当初はトップチームでプレーする予定だったが、アカデミーチームでしかプレー機会は無かった。
2018年7月14日、サンダーランドとの契約を1年残して、オランダ・エールディヴィジのヴィレムIIに移籍、2年契約を結んだ。2019年3月30日のフォルトゥナ・シッタート戦でプロデビューを果たした。
2020年7月1日、エールステディヴィジのアルメレ・シティFCに1シーズンの期限付き移籍で加入。2021年1月26日、アルメレ・シティFCに完全移籍し2024年6月までの契約を結んだ。
2022年1月4日、京都サンガF.C.へ完全移籍により加入した。
2023年8月16日、ヴァンフォーレ甲府へ期限付き移籍。
2024年5月30日、オークランドFCへ移籍した。

### 代表
年代別のニュージーランド代表では2015 FIFA U-17ワールドカップと2017 FIFA U-20ワールドカップに出場。2017年10月、日本代表との親善試合でフル代表初招集。2018年6月、インド主催の国際親善試合でフル代表デビューを果たした。
なお、オランダ代表として出場する資格も有しており、実際に2018年8月にはU-20オランダ代表の招集を受けているが、本人がニュージーランド代表としてのプレーを望んだため、辞退している。
2021年夏にはU-23サッカーニュージーランド代表の一員として来日し、東京五輪に出場した。

## Jリーグでの個人成績
| 国内大会個人成績 | 国内大会個人成績 | 国内大会個人成績 | 国内大会個人成績 | 国内大会個人成績 | 国内大会個人成績 | 国内大会個人成績 | 国内大会個人成績 | 国内大会個人成績 | 国内大会個人成績 | 国内大会個人成績 | 国内大会個人成績 |
| 年度             | クラブ           | 背番号           | リーグ           | リーグ戦         | リーグ戦         | リーグ杯         | リーグ杯         | オープン杯       | オープン杯       | 期間通算         | 期間通算         |
| 年度             | クラブ           | 背番号           | リーグ           | 出場             | 得点             | 出場             | 得点             | 出場             | 得点             | 出場             | 得点             |
| 日本             | 日本             | 日本             | 日本             | リーグ戦         | リーグ戦         | リーグ杯         | リーグ杯         | 天皇杯           | 天皇杯           | 期間通算         | 期間通算         |
| ---------------- | ---------------- | ---------------- | ---------------- | ---------------- | ---------------- | ---------------- | ---------------- | ---------------- | ---------------- | ---------------- | ---------------- |
| 2022             | 京都             | 32               | J1               | 0                | 0                | 2                | 0                | 5                | 0                | 7                | 0                |
| 2023             | 京都             | 32               | J1               | 0                | 0                | 0                | 0                | 1                | 0                | 1                | 0                |
| 2023             | 甲府             | 31               | J2               |                  |                  | -                | -                | -                | -                |                  |                  |
| 通算             | 日本             | 日本             | J1               | 0                | 0                | 2                | 0                | 6                | 0                | 8                | 0                |
| 通算             | 日本             | 日本             | J2               |                  |                  | -                | -                | -                | -                |                  |                  |
| 総通算           | 総通算           | 総通算           | 総通算           | 0                | 0                | 2                | 0                | 6                | 0                | 8                | 0                |

## 代表歴

### 試合数
- 国際Aマッチ 6試合 0得点（2018年-2023年）[10]

| ニュージーランド代表 | 国際Aマッチ | 国際Aマッチ |
| 年                   | 出場        | 得点        |
| -------------------- | ----------- | ----------- |
| 2018                 | 1           | 0           |
| 2019                 | 1           | 0           |
| 2020                 | 0           | 0           |
| 2021                 | 1           | 0           |
| 2022                 | 1           | 0           |
| 2023                 | 2           | 0           |
| 通算                 | 6           | 0           |